# ضیافت چینی (فیلم ۱۹۹۵)
ضیافت چینی (به چینی: 金玉滿堂) (به انگلیسی: The Chinese Feast) یک فیلم کمدی و عاشقانه محصول سال ۱۹۹۵ سینمای هنگ کنگ به کارگردانی تسوی هارک است.

## بازیگران
- لسلی چونگ[۱][۲]
- امی فن ییک من
- کنی بی سی
- لا کار-یینگ
- آنیتا_یوئن
- وینسنت ژائو
- ریموند وونگ
- جویس نگی
- ویلیام هو
- وونگ یات فی